# Pařezovice
Pařezovice (deutsch Parschesowitz, auch Parzessowitz) ist ein Ortsteil von Vyškov in Tschechien. Er liegt sieben Kilometer nordwestlich von Vyškov und gehört zum Okres Vyškov.

## Geographie
Pařezovice befindet sich am Südhang des Drahaner Berglandes auf einem Höhenzug zwischen den Tälern der Velká Haná und Malá Haná. Das von ausgedehnten Wäldern umgebene Dorf liegt am Nordufer der Talsperre Opatovice über den Tälern der beiden Quellbäche des Pařezovický potok. Im Norden erhebt sich die Holásková (466 m) und nordöstlich die Česlava (482 m).
Nachbarorte sind Jandova bouda und Ferdinandsko im Norden, Véspěrk im Nordosten, Radslavičky und Radslavice im Osten, Lhota, Opatovice und Drnovice im Südosten, Pístovice im Süden, Ježkovice im Südwesten, Ruprechtov im Westen sowie Rychtářov im Nordwesten.

## Geschichte

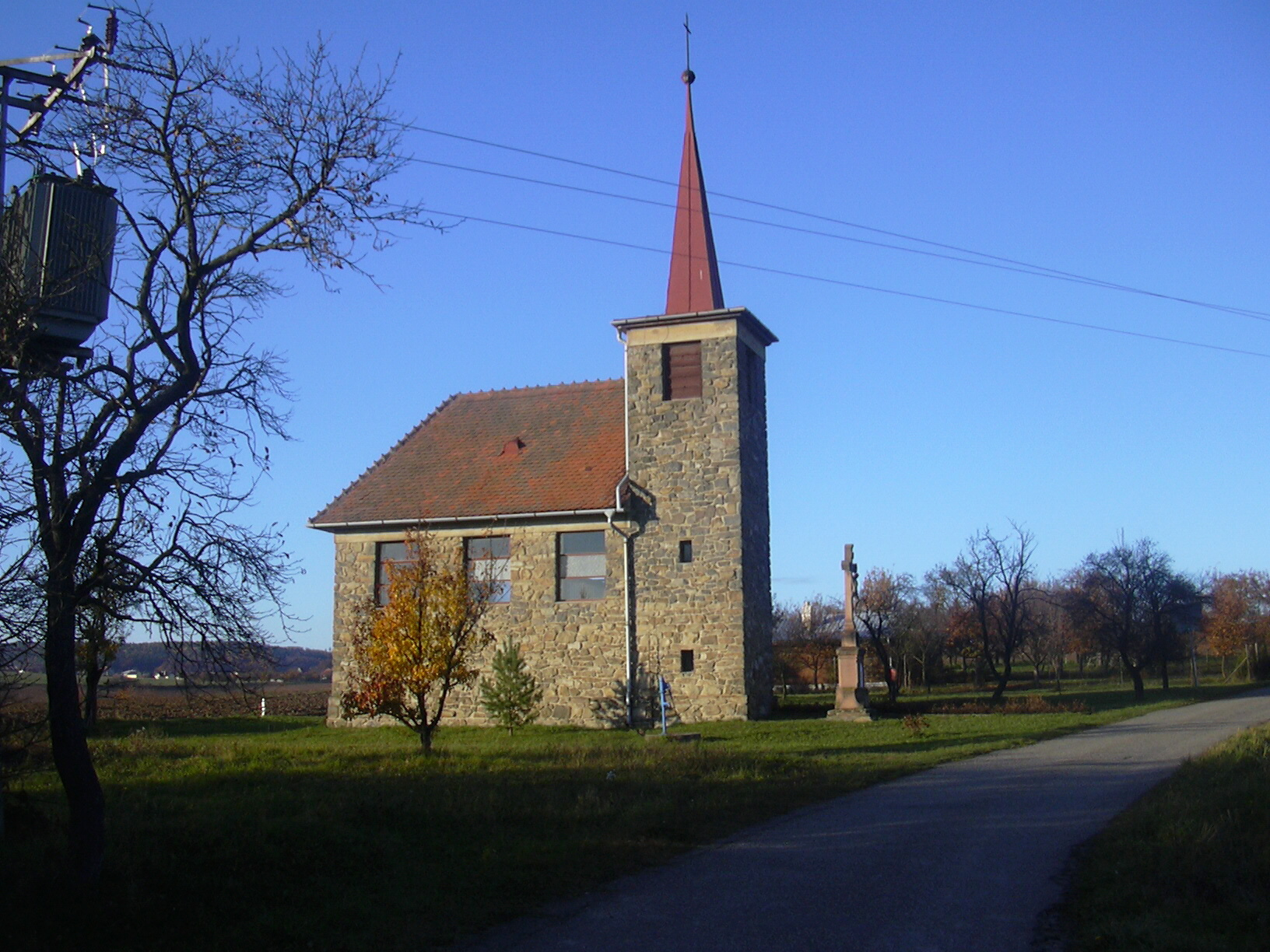
Kapelle

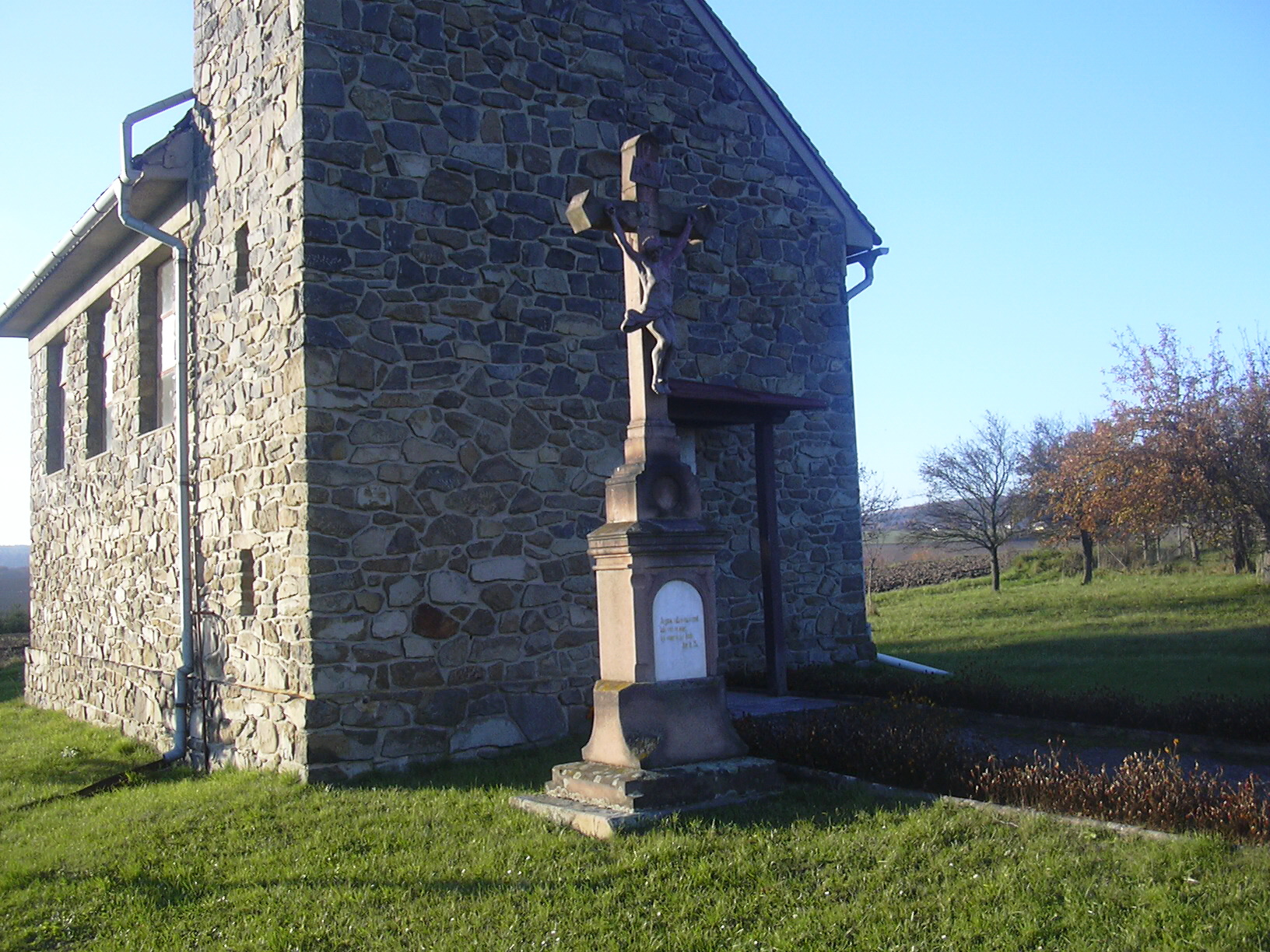
Kreuz vor der Kapelle

Das Straßendorf Pařezovice wurde im Jahre 1766 südöstlich von Rychtářov auf dessen Kataster als Dominikaldorf gegründet. Bis zur Mitte des 19. Jahrhunderts blieb das Dorf immer der bischöflichen Herrschaft Wischau untertänig.
Nach der Aufhebung der Patrimonialherrschaften bildete Pařezovice ab 1850 einen Ortsteil der Gemeinde Lhota in der Bezirkshauptmannschaft Wischau. Während der deutschen Besetzung erfolgte 1940 der Beschluss zur Erweiterung des Schießplatzes Wischau zu einem großen Truppenübungsplatz der Wehrmacht. Zu den 33 für die Errichtung des Truppenübungsplatzes Wischau zu räumenden Dörfern gehörte in der ersten, bis 31. März 1941 zu realisierenden Etappe, auch Parschesowitz. Die 213 Einwohner wurden aus den 36 Häusern des Dorfes zwangsausgesiedelt. Nach dem Ende des Zweiten Weltkrieges wurde der zerschossene Ort ab Juni 1945 wieder besiedelt. Ein Teil der Häuser musste abgerissen werden. Nachdem 1951 der Truppenübungsplatz Březina errichtet worden war, mussten die Wälder nördlich des Dorfes an das Militär abgetreten werden und wurden zum Sperrgebiet.
Zu Beginn des Jahres 1961 wurde Pařezovice mit Rychtářov und Lhota zu einer Gemeinde Rychtářov-Lhota zusammengelegt. 1986 wurde Rychtářov-Lhota nach Vyškov eingemeindet. Im Jahre 1991 hatte das Dorf 49 Einwohner. Im Jahre 2001 wurden in Pařezovice 34 Häuser und 35 Einwohner gezählt.

## Ortsgliederung
Der Ortsteil Pařezovice ist Teil des Katastralbezirkes Lhota.

## Sehenswürdigkeiten
- Kapelle
- Steinkreuz vor der Kapelle
- Reste der Burg Stagnov und Wüstung Hrádek, nordwestlich des Dorfes über dem Tal des Rakovec
- Reste der Burg Kuchlov, nordwestlich des Dorfes über dem Tal der Malá Haná
- Burgstall Na valech, nordöstlich des Ortes